# Vacunación en anillo
La vacunación en anillo es una estrategia para inhibir la propagación de una enfermedad mediante la vacunación de quienes tienen más probabilidades de infectarse.
Esta estrategia vacuna a los contactos de los pacientes confirmados y a las personas que están en estrecho contacto con esos contactos. De esta manera, todas las personas que han estado o podrían haber estado expuestas a un paciente reciben la vacuna, creando un 'anillo' de protección que puede limitar la propagación de un patógeno.
La vacunación en anillo requiere una vigilancia exhaustiva y rápida y una investigación de casos epidemiológicos. El Programa Intensificado de Erradicación de la Viruela utilizó esta estrategia con gran éxito en sus esfuerzos por erradicar la viruela en la segunda mitad del siglo XX.

## Historia
La vacunación en anillo se utilizó para erradicar la viruela.
También se utilizó de forma experimental en la epidemia del virus del Ébola en África occidental.
En 2018, las autoridades sanitarias utilizaron una estrategia de vacunación en anillo para tratar de reprimir el brote de ébola en la provincia de Équateur en 2018. Esto implicó vacunar solo a los que tenían más probabilidades de estar infectados; contactos directos de personas infectadas y contactos de esos contactos. La vacuna utilizada fue rVSV-ZEBOV.
La vacunación en anillo se ha utilizado ampliamente en el brote de ébola de Kivu en 2018 , con más de 90.000 personas vacunadas. En abril de 2019, la OMS publicó los resultados preliminares de la investigación de su investigación, en asociación con el Institut National pour la Recherche Biomedicale de la República Democrática del Congo, sobre la efectividad del programa de vacunación en anillo, afirmando que la vacuna rVSV-ZEBOV-GP había sido 97.5% de eficacia para detener la transmisión del Ébola, en comparación con la ausencia de vacunación.

## Uso médico

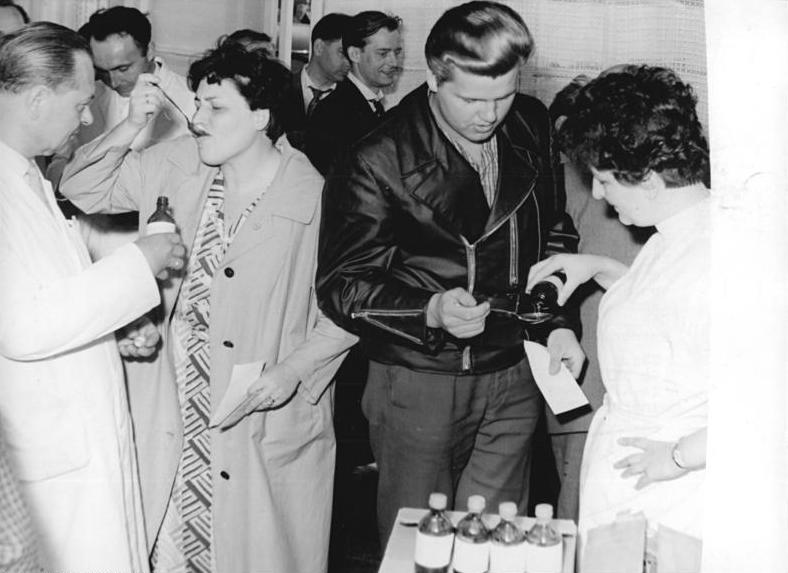
La vacunación en anillo fue parte de esta respuesta a una epidemia de difteria, Berlín, 1962

Cuando alguien se enferma, se vacuna a las personas que podría haber infectado . Dependiendo de la facilidad con que se propague la enfermedad, los contactos que podrían haberse infectado pueden incluir familiares, vecinos y amigos. Se pueden vacunar varias capas de contactos (los contactos, los contactos de los contactos, los contactos de los contactos del contacto, etc.).
Por lo tanto, la vacunación en anillo requiere el rastreo de contactos, para determinar quién es probable que una persona infecte o haya infectado. Esto puede resultar complicado. En algunos casos, es preferible vacunar a todas las personas que se encuentran dentro del área en la que las personas se han enfermado (vacunación reactiva dirigida geográficamente). Si hay un límite geográfico de comunidad estrecho, puede ser preferible vacunar a toda la comunidad en la que ha aparecido la enfermedad, en lugar de rastrear contactos explícitamente.
Muchas vacunas tardan varias semanas en inducir la inmunidad y, por lo tanto, no brindan protección inmediata.  Sin embargo, incluso si algunos de los contactos de la persona enferma ya están infectados, la vacunación en anillo puede evitar que el virus se transmita nuevamente a los contactos de los contactos enfermos. Algunas vacunas pueden proteger incluso si se administran justo después de la infección; La vacunación en anillo es algo más eficaz para las vacunas que proporcionan esta profilaxis posterior a la exposición.

## Ventajas
Al responder a un posible brote, los funcionarios de salud deben considerar cuál es mejor, la vacunación en anillo o la vacunación masiva . En algunos brotes, podría ser mejor vacunar solo a las personas directamente expuestas; Los factores variables (como la demografía y la vacuna disponible) pueden hacer que un método u otro sea más seguro, con menos personas experimentando efectos secundarios cuando el mismo número está protegido de la enfermedad.